# アンチパユタ
アンチパユタ (ロシア語: Антипаюта)とは、ロシア連邦ヤマロ・ネネツ自治管区タス地区アンチパユタ農村居住区域にある村。人口は2,685人（2017年）。